# Коржинський Степан Іванович

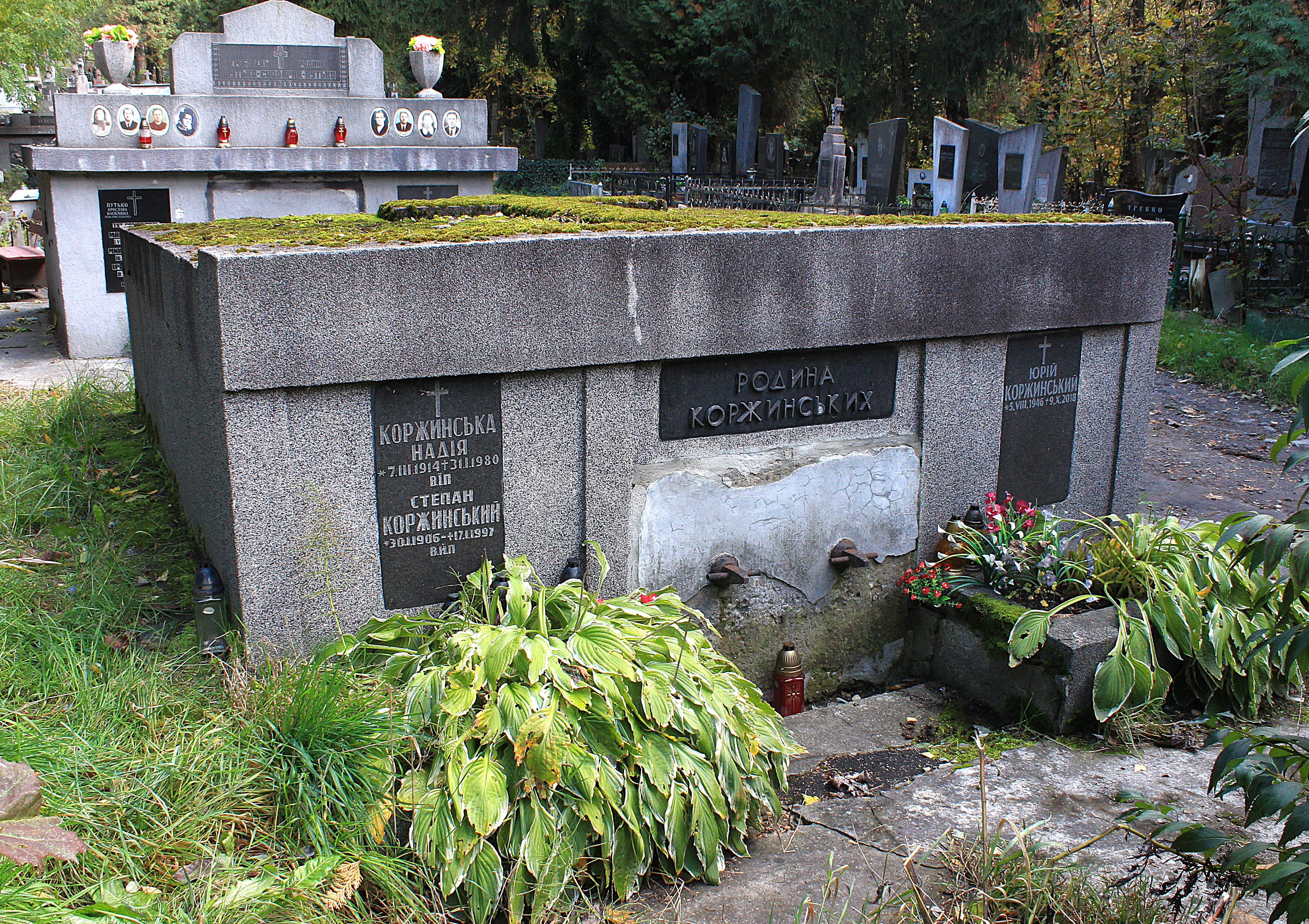
Гробниця родини Коржинських.

Степа́н Коржи́нський (30 січня 1906, Медведівці — 17 січня 1997, Львів) — український лікар-педіатр, професор, завідувач кафедри педіатрії факультету вдосконалення лікарів Львівського медичного інституту, член Медичної громади та НТШ, почесний член Українського Лікарського Товариства.

## Дитинство і навчання
Народився в сім'ї Івана та Ольги з роду Монастирських. Під час Першої світової війни родина евакуйована до Ґрацу, де навчався у німецькій школі. Після повернення оселилися в Дрогобичі. Вступив до приватної гімназії Рідної Школи. Останній рік навчався в Академічній гімназії у Львові. Закінчив торговельні курси товариства «Просвіта». Маючи 12 років, Степан втратив матір, і тоді постановив стати лікарем, щоб інші люди не переживали передчасний відхід рідних.
У 1925 вступив на медичний факультет Львівського університету (закінчив 1931). Призваний до польського війська, пройшов вишкіл у Варшавській школі підхорунжих (1932—1933).

## Пласт
Під час навчання в Дрогобичі 1922 року вступив до 18 куреня ім. Івана Франка. Був учасником пластового свята в Стрию, на якому грав на флейті в оркестрі під диригуванням Миколи Колесси. У Львові восени 1923 року став членом 1 полку (куреня) ім. Петра Конашевича-Сагайдачного (гурток «Вуж»), згодом 1 куреня старших пластунів ім. Ф. Черника; брав участь в антипольській маніфестації на Янівському цвинтарі в день похорону О. Басараб.
Керував Пластовим музеєм і архівом при Верховній Пластовій Команді, був референтом преси. Заснував пластовий курінь на Клепарові, тоді передмісті Львова. Після утворення куреня «Лісові Чорти» приєднався до цієї пластової формації, мав псевда «Коржик», «Хвостик».
Учасник таборів на Кам'янці 1924 року, член булави табору на Соколі, учасник мандрівок «Лісових Чортів».

## Праця і наукові осяги
Стажист Львівського загального шпиталю (1932-34), асистент клініки та кафедри педіатрії (1933—1946), головний лікар клініки дитячих хвороб медичного інституту (1944 — 45), науковий співробітник Львівського інституту ОХМАТДИТ (1945 — 46); в.о. завідувача кафедри (1946—1950), доцент (1950—1965), професор, завідувач кафедри педіатрії ФПДО (1965—1974) Львівського медінституту.
Докторську працю захистив 1939 року, ще за Польщі. Згодом, вже за радянською схемою, здобув ступені кандидата (1954), доктора медичних наук (1967), диплом професора (1970).
Напрями наукових досліджень: обмін вітаміну А та його порушення в дітей раннього віку при захворюваннях органів травлення та туберкульозному менінгіті; інтенсивна терапія бронхіальної астми, анафілактичного шоку та важкої пневмонії у дітей; невідкладна допомога та реанімація в неонатології та педіатрії; функціональна діагностика дитячих хвороб.
Автор 42 наукових праць і монографій, серед них:
- Зміни нормальної реактивності шкіри морської свинки під впливом отруєння дифтерійним токсином (дис. праця). Львів, 1939;
- Витамин А в крови при дистрофиях детей раннего возраста (канд. дис.). Львів, 1954;
- Вітамін А і каротин в крові дітей раннього віку, які в минулому хворіли на дизентерію. Педіатрія, акушерство та гінекологія, 1956, № 2;
- Клініко-епідеміологічний аналіз рецидивуючого перебігу дизентерії у дітей раннього віку. Педіатрія, акушерство та гінекологія, 1957, № 3 (співавт.);
- Зневоднення і заходи регідрації у дітей раннього віку. Педіатрія, акушерство та гінекологія, 1967, № 1;
- Невідкладна педіатрія (докт. дис.). Львів, 1967;
- Кардіальний синдром при гострих захворюваннях у дітей раннього віку. Педіатрія, акушерство та гінекологія, 1967, № 3;
- Невідкладна педіатрія (монографія). Київ, Здоров'я, 1970.
- Помер у Львові, похований  у родинній гробниці на 64 полі Янівського цвинтаря.

## Захоплення, спорт
Грав у теніс. У 1960-х роках був співініціатором лижних прогулянок на г. Тростян, Високий Верх, Ільчу. Сплавлявся по Дністру на байдарках.
Грав у шахи, танцював, малював, був добрим фотографом.